# Není čas zemřít
Není čas zemřít (v anglickém originále No Time To Die) je americko-britský akční film režiséra Caryho Joji Fukunagy, v pořadí dvacátá pátá bondovka, neboli film o fiktivním agentovi Jamesi Bondovi. Produkční společností je EON Productions, scenáristy Neal Purvis, Robert Wade, Fukunaga a Phoebe Waller-Bridge a v hlavní roli Jamese Bonda se představil Daniel Craig. Ten zde hrál tuto postavu popáté a naposledy.
Premiéru měl 30. září 2021 ve Spojeném království a v USA byl do kin uveden 8. října 2021.

## Produkce

### Vývoj
Producenti filmu jsou Michael G. Wilson a Barbara Broccoli. V červenci 2016 Barbara Broccoli uvedla, že bondovka by měla pravděpodobně vyjít v roce 2018. Dne 9. června 2017 bylo řečeno, že film by se mohl dočkat vydání roku 2019, pokud se začne natáčet příští rok. Až 24. července 2017 bylo oficiálně oznámeno, že v USA bude film vydán 8. listopadu 2019, avšak premiéru bude mít ve Spojeném království.
Nicméně bylo oznámeno, že produkce začne 3. prosince 2018 a datum vydání bude přesunuto na 25. říjen 2019. V září roku 2018 bylo ohlášeno, že do postu režiséra byl najat Cary Joji Fukunaga. Produkce měla začít 4. března 2019 ve studiích Pinewood Studios, přičemž vydání bylo posunuto až na 14. únor 2020. Dne 15. února 2019 bylo oznámeno, že premiéra byla posunuta na 8. dubna 2020; to bylo ale 4. března vyvráceno v souvislosti s pandemií covidu-19 a premiéra byla odložena na 25. listopad 2020.

### Natáčení
Natáčení začalo 25. března 2019 v Norsku. Poté se produkce přesunula na Jamajku, kde došlo 25. dubna 2019 k představení herců. Natáčení na Jamajce začalo 28. dubna. Natáčení se následně přesunulo do Londýna, kde probíhalo v Pinewood Studios a na ulici Whitehall.

### Název
Na tiskové konferenci na Jamajce producentka Barbara Broccoli oznámila, že Bond 25 zatím nemá oficiální název. Dne 27. června 2019, vyšla najevo informace, že den před konferencí byl zamítnut původně navrhovaný název Reason To Die. Dne 3. srpna 2019 se na Twitteru Marcose Kontzeho, objevila informace, že Bond 25 ponese název Woman Genome. Dne 20. srpna 2019 byl na oficiálním Twitteru 007 odhalen název filmu jako No Time To Die.

### Casting
V dubnu 2017 se herec Daniel Craig zmínil o tom, že by se mohl vrátit k dalšímu filmu v roli Jamese Bonda. Dne 15. srpna 2017 potvrdil v talk show The Late Show with Stephen Colbert, že doopravdy bude hrát Jamese Bonda, avšak už naposledy.

### Vydání
Po vydání filmu Spectre v roce 2015 vypršela smlouva se společností Sony Pictures Entertainment, která poskytovala prodeje a distribuci předešlých čtyř filmů. Studia Metro-Goldwyn-Mayer a EON Productions jsou zodpovědná za produkci filmů, avšak ani jedno z nich není distributorem, a proto se začalo hledat studio, které je distribuce schopné.

### Úvodní skladba
Titulní skladbu s názvem No Time To Die nazpívala americká zpěvačka Billie Eilish.

## Obsazení
| Daniel Craig    | James Bond (český dabing: Jiří Dvořák)          |
| Léa Seydoux     | Madeleine Swann (český dabing: Anna Brousková)  |
| Ana de Armas    | Paloma (český dabing: Zuzana Ščerbová)          |
| Rami Malek      | Lyutsifer Safin (český dabing: Vojtěch Kotek)   |
| Ralph Fiennes   | M (český dabing: David Matásek)                 |
| Lashana Lynch   | Nomi (český dabing: Tereza Martinková)          |
| Ben Whishaw     | Q (český dabing: Ondřej Brzobohatý)             |
| Naomie Harris   | Eve Moneypenny (český dabing: Jana Zenáhlíková) |
| Jeffrey Wright  | Felix Leiter (český dabing: Martin Zahálka)     |
| Christoph Waltz | Ernst Stavro Blofeld (český dabing: Igor Bareš) |
| Billy Magnussen | Logan Ash (český dabing: Václav Šanda)          |

Český dabing, v překladu Kateřiny Hámové, s dialogy a režií Vladimíry Wildové, vyrobilo Pro-Time v roce 2021.